# Důl Jindřich (Karviná)

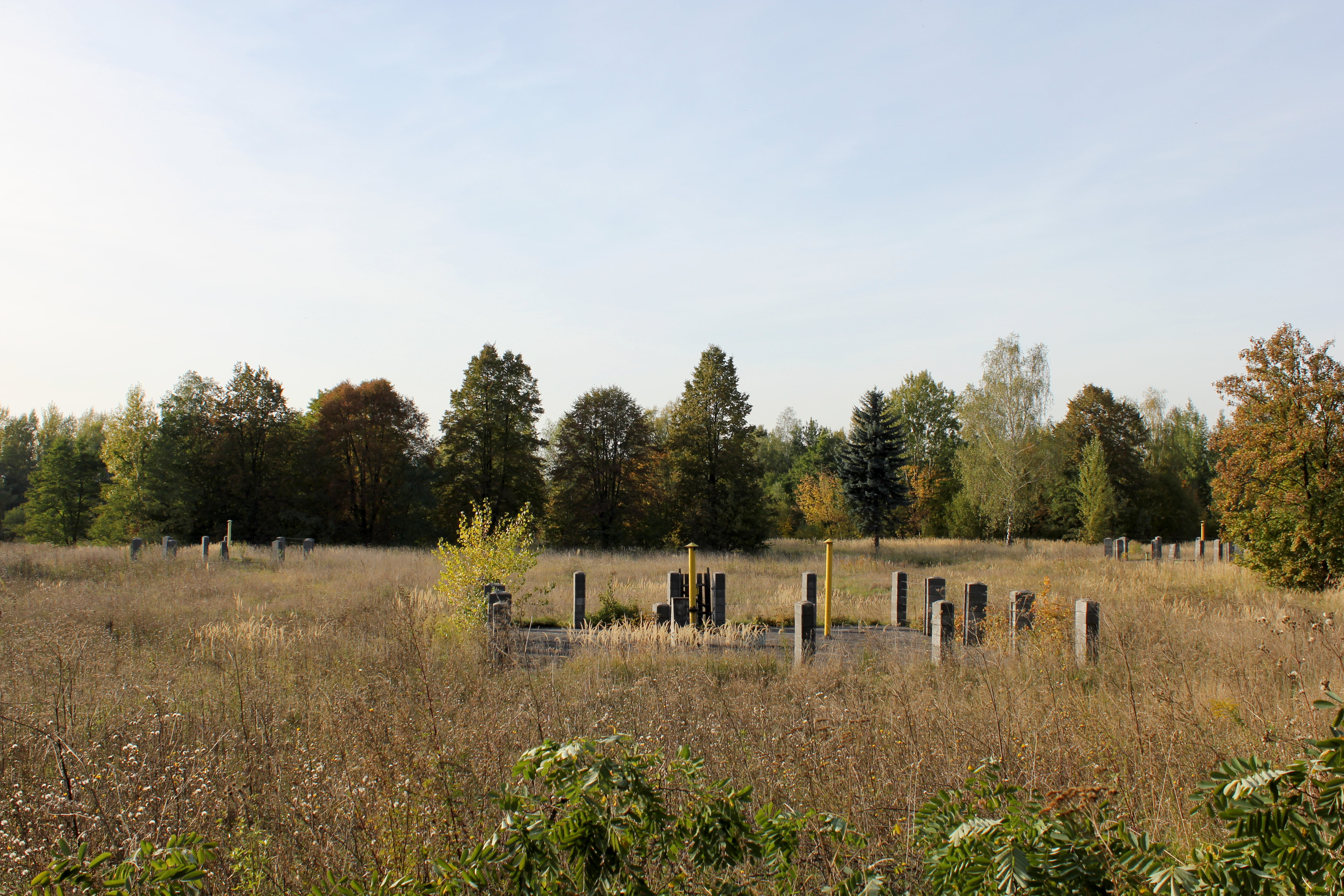
Dnešní areál dolu Jindřich

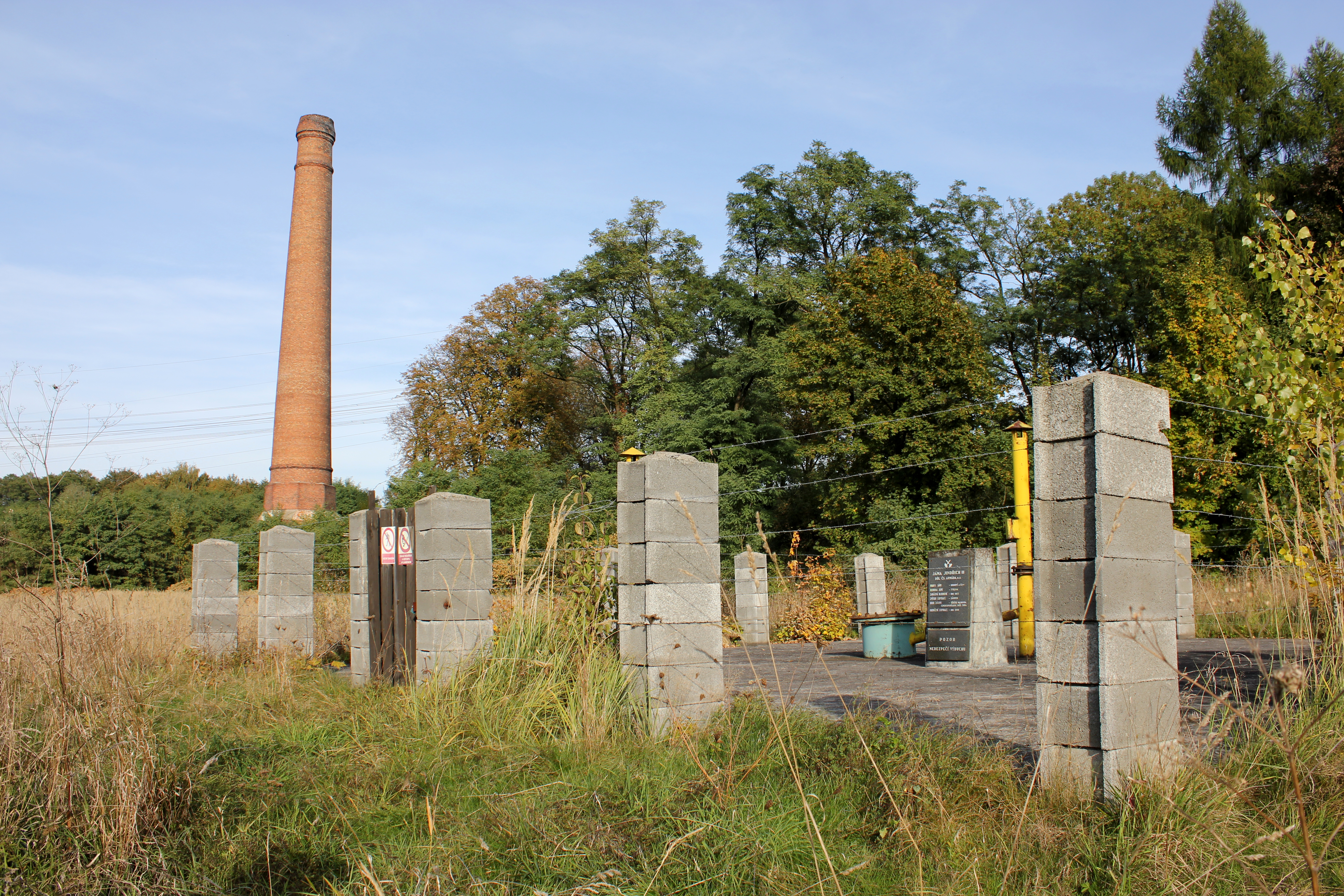
Jáma č. III s komínem

Důl Jindřich je bývalý černouhelný důl v Karviné, činný mezi roky 1865–1999. Během své historie nesl jména Důl č. VI či Důl Gabzdyl. Až do znárodnění v roce 1945 byl ve vlastnictví rodu Larisch-Mönnich.
Dobývání uhlí v místech budoucího dolu Jindřich začalo již v roce 1776 pod vedením Jana Erdmana Floriana Larische, ovšem toto dobývání mělo charakter mělkých výkopů s hloubkou okolo 30 metrů, nejvíce však 70 metrů.
Samotný důl byl založen až v roce 1856, přičemž své jméno získal po vnukovi prvotního zakladatele Jindřichu. Kvůli technickým komplikacím byl však provoz v prvních 30 letech omezený. Hloubení nové výdušné jámy začalo v roce 1890, dle dobových záznamů se v roce 1896 těžilo na čtvrtém a pátém patře. Doprava koňmi se používala od roku 1905, mechanizace dopravy byla zavedena až v roce 1936.
Důl vystavěl pro své zaměstnance kolonie U větrní jámy Jindřich (pro úředníky), Na Jindřišce (pro dělníky jak z Jindřicha tak z Františky v Karviné) a Červenou kolonii (pro úředníky i dělníky).
Důl Jindřich si zachoval samostatnost až do roku 1951. Dne 31. října 1951 došlo ke sloučení dolů Hlubina, Františka (Karviná), Jan Karel s dolem Jindřich. Ze sloučených dolů vznikl 31. prosince 1951 nový ''velkodůl" důl ČSA. V souvislosti se spojením dolů došlo k převedení těžby na lokalitu Jan Karel. V roce 1959 došlo k prohloubení jámy č. 3 do úrovně 10 patra a z původní těžní jámy se stala výdušná.
Těžba na dole Jindřich probíhala do roku 1995, přičemž důlní pole bylo dobýváno v maximální hloubce 780 metrů. Pro vyčerpání zásob byl důl k 31. prosince 1995 zrušen. K likvidaci objektů na povrchu docházelo po roce 1998, v roce 1999 se existence dolu uzavřela. V současné chvíli jsou veškeré budovy v místě bývalého dolu zbourány, na místě zůstává pouze historický komín. Tento komín byl v letech 1997–2010 kulturní památkou.